# Игњатије Ростовски
Свети Игњатије је хришћански светитељ. Био је епископ ростовски. Као архијереј, са великом љубављу и милосрдношћу, управљао је црквом двадесет шест година. Када је умро, и када му је тело положено у цркви, неки људи су видели како је он устао из сандука, уздигао се изнад цркве, и са висине благословио људе и град, па се потом вратио у свој мртвачки сандук. У хришћанској традицији помињу се и многа друга чудеса која су се догодила на његовом гробу. Преминуо је 10. јуна (28. маја) 1288. године.
Српска православна црква слави га 28. маја по црквеном, а 10. јуна по грегоријанском календару.